# XYZ Films
XYZ Films ist ein US-amerikanisches Filmproduktionsunternehmen aus Los Angeles. Die Filme von XYZ Films wurden mehrfach mit Filmpreisen ausgezeichnet.

## Geschichte
XYZ Films wurde von Aram Tertzakian, Nate Bolotin und Nick Spicer gegründet, die sich an der University of California kennengelernt haben. Sie haben im Jahr 2010 mit dem französischen Filmverleiher Celluloid Dreams zusammengearbeitet und im Jahr 2013 haben sie sich über den nordamerikanischen Markt hinaus den internationalen Vertrieb erweitert. Im Jahr 2015 haben sie mit dem Verleiher Abbolita Films zusammengearbeitet.

## Filmografie
- Apostle
- Pilgrimage
- Sweet Virginia
- iBoy
- XX
- Bushwick
- Fremd in der Welt
- DeLorean
- I Kill Giants
- In Darkness
- ARQ
- Mercy
- The Raid 3
- Holidays
- The Master Cleanse
- Yoga Hosers
- Operation Avalance
- Baskin
- Stung
- These Final Hours
- The Invitation
- Redeemer
- Spring: Love is a Monster
- Out of the Dark
- Electric Boogaloo – Die unglaublich wilde Geschichte der verrücktesten Filmfirma der Welt
- Parts Per Billion
- Stage Fright
- At the Devil’s Door
- The Raid 2
- Killers
- Dead Snow – Red vs. Dead
- The Network
- These Final Hours
- On the Job
- Frankenstein’s Army
- The Rambler
- The Dirties
- Errors of the Human Body
- Save the Date
- The Raid
- Saluda al diablo de mi parte
- Brawl in Cell Block 99
- La escribana de uraba
- Militia
- Offbeat
- One Good Thing
- On the Job 2
- The Darkness

## Auszeichnungen
- BAFTA Award